# Roche-Saint-Secret-Béconne

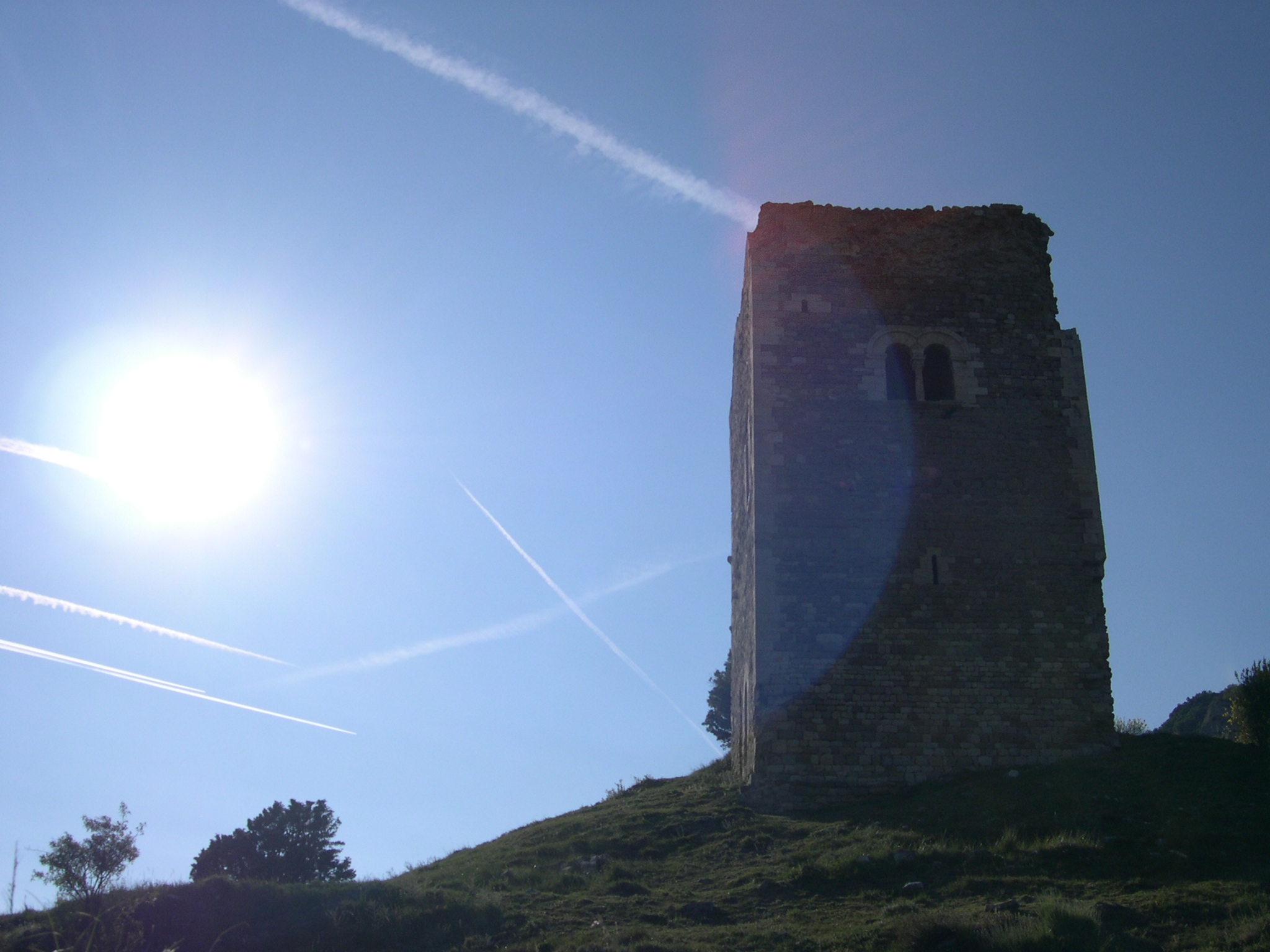
Wieża zamku d'Alançon, 2005

Roche-Saint-Secret-Béconne – miejscowość i gmina we Francji, w regionie Owernia-Rodan-Alpy, w departamencie Drôme.
Według danych na rok 1990 gminę zamieszkiwały 313 osoby, a gęstość zaludnienia wynosiła 9 osób/km² (wśród 2880 gmin regionu Rodan-Alpy Roche-Saint-Secret-Béconne plasuje się na 1316. miejscu pod względem liczby ludności, natomiast pod względem powierzchni na miejscu 151.).